# Тіккуріла (станція)
60°17′38″ пн. ш. 25°02′42″ сх. д. / 60.293889° пн. ш. 25.045° сх. д.
Тіккуріла (фін. Tikkurilan rautatieasema, швед. Dickursby station) — залізнична станція мережі приміських залізниць Гельсінкі, розташована в Тіккуріла, Вантаа, Фінляндія, між станціями Гієккагар'ю та Пуїстола, приблизно за 16 км N від Гельсінкі-Центральний.
Пасажирообіг у 2019 склав 10,063,798 осіб 

Відкрита 1862 року. 
Тіккуріла була однією з перших семи залізничних станцій у Фінляндії, побудованих разом із першою в країні залізницею між Гельсінкі та Гямеенлінною в 1862 році. 
Крім двох кінцевих станцій, це була єдина станція, побудована з цегли, а не з дерева. 
В 1970-х роках стару станцію перетворили на музей, а на північ від старої побудували нову, сучаснішу.
Конструкція — наземна відкрита, має	2 острівні та 2 берегові платформи, 6 колій.

## Пересадки
- Автобуси: 570, 571, 576, 611, 619, 624(N), 625, 631, 641, 711, 717(K), 724, 735, 736, U999[5]